# 745 pr. n. št.

## Smrti
- Kašta, nubijski  kralj  Kraljestva Kuš (* ni znano)